# Ashton Gillotte
Ashton Gillotte (Boca Raton, 30 ottobre 2002) è un giocatore di football americano statunitense che milita nel ruolo di defensive end per i Kansas City Chiefs della National Football League (NFL).

## Carriera universitaria
Nella sua prima stagione a Louisville nel 2021, Gillotte disputò 12 partite, mettendo a segno 19 tackle e 4 sack. L'anno seguente giocò come titolare 12 partite, con 24 placcaggi e 7 sack. Nel 2023 rimase stabilmente titolare e a fine stagione fu inserito nella formazione ideale della Atlantic Coast Conference (ACC) dopo 45 tackle e 11 sack. Nel 2024 fu inserito nella seconda formazione ideale della ACC dopo avere messo a segno 4,5 sack. Chiuse la carriera a Louisville con 50 presenze e 26,5 sack.

## Carriera professionistica

### Kansas City Chiefs
Gillotte fu scelto dai Kansas City Chiefs nel corso del terzo giro (66º assoluto) del Draft NFL 2025.